# Astrotoma agassizii
Astrotoma agassizii är en ormstjärneart som beskrevs av George Richard Lyman 1875. Astrotoma agassizii ingår i släktet Astrotoma och familjen medusahuvuden. Inga underarter finns listade i Catalogue of Life.